# 세미퀴논

세미퀴논의 공명 이성질체

세미퀴논(영어: semiquinone) 또는 유비세미퀴논(영어: ubisemiquinone)은 하이드로퀴논 그 자체 또는 카테콜과 같은 하이드로퀴논을 퀴논으로 탈수소화하거나 대안적으로 단일 수소 원자를 퀴논에 첨가하는 과정에서 하나의 수소 이온과 전자가 제거되면서 생성되는 자유 라디칼이다. 세미퀴논은 매우 불안정하다.
조효소 Q10인 유비퀴논의 보조 형태를 활성 형태의 유비퀴놀로 환원시키는 두 단계 반응 중 첫 번째 단계에서 세미퀴논이 생성된다.